# ブトゥアン
ブトゥアン（Butuan）は、フィリピン南部ミンダナオ島の北東部にあるカラガ地方の中心都市。アグサン川流域の北東部に位置し、アグサン川の両岸に市街地が虫食い状に広がっている。北・西・南は北アグサン州に、東は南アグサン州に接し、北西部はミンダナオ海につながるブトゥアン湾に面しておりアグサン川河口となっている。面積は817.28平方km。2007年の国勢調査では人口は298,378人、世帯数は60,755世帯。バランガイ数は86。
「ブトゥアン」の名の由来は不明だが、酸っぱい果実の「バトゥアン」（Batuan）から来ていると信じられている。語源の他の説では、この地方を支配した首長「ダトゥ（首長）・ブントゥアン」（Datu Buntuan）から来ているというものもある。

## 歴史
10世紀ごろにはすでに、ブトゥアノンはチャンパ王国（ベトナム南部）やシュリーヴィジャヤ王国などとの交易を行っていて、11世紀までにブトゥアン王国（蒲端國）はフィリピン諸島の交易・商業の中心となっていた。ブトゥアン市リバタッド、アンバガン(Ambangan、現Ambago）近くでは9隻のバランガイ（交易用のボート）が発掘されている。西暦1001年の北宋宋史の記録では、Kiling国王が統治するヒンズー教仏教の小海洋国家と記述されている。1011年、Sri Bata Shaja国王の時代に特使Likanhsiehを北宋に派遣、チャンパ王国と同等の地位を手に入れ、ルソン島のトンド王国（呂宋国）などを差し置いて、比中初の国交樹立となった。Likanhsiehは、金製品、白龍彫、香辛料、奴隷を朝貢し、宋皇帝真宗を驚かせた。中国との友好関係は、元朝の頃ピークとなったが、最後の国王Siagugが1521年フェルディナンド・マゼランとの流血契約によりスペインに屈して同王朝は終焉を迎えた。 
また西洋人の来訪も、フィリピン諸島の中では早かった。フィリピン最初のミサがどこで行われたかについて、ブトゥアン市のマサオ地区か、レイテ島沖のリマサワ島かで論争もある。しかし、フェルディナンド・マゼラン一行が1521年にアグサン川河口に碇を下ろし、これを記念してミサを行ったことは確かである。以後、この地はスペイン植民地支配下のミンダナオ北東部の商業の中心となってきた。
太平洋戦争中、1943年半ば、ゲリラ軍が日本軍部隊を襲ったことをきっかけにブトゥアン市街は破壊された。1948年10月20日、再建途上のブトゥアンは火災で再度全滅した。
1950年代から1970年代半ばにかけての材木産業ブームはブトゥアンを「南部の木材の首都」とし、他の産業の発達や他地域からの住民の流入につながった。けだるい田舎町は騒々しい都市へと変貌した。木材産業の発展により、1950年8月2日には国会の法案で市（chartered city）に昇格している。さらに1985年には人口増加と年収増加によって「高度都市化市」（highly urbanized city）へと昇格した。

### 歴代市長
| 市長                      | 就任日時 | 離任日時 | 副市長                           |
| ------------------------- | -------- | -------- | -------------------------------- |
| Romulo A. Rosales         | 1948年   | 1950年   |                                  |
| Rodolfo D. Calo           | 1953年   | 1959年   |                                  |
| Zacarias Pizarro          | 1953年   | 1959年   |                                  |
| Salvador L. Calo          | 1959年   | 1968年   |                                  |
| Guillermo R. Sanchez      | 1968年   | 1969年   |                                  |
| Sylvestre M. Osin         | 1969年   | 1971年   |                                  |
| Figurado O. Plaza         | 1971年   | 1986年   |                                  |
| Marcos V. Calo            | 1986年   | 1986年   |                                  |
| Guillermo R. Sanchez      | 1986年   | 1992年   |                                  |
| Democratico D. Plaza II   | 1992年   | 2001年   |                                  |
| Leonides Theresa B. Plaza | 2001年   | 2004年   |                                  |
| Democratico D. Plaza II   | 2004年   | 2010年   |                                  |
| Ferdinand M. Amante jr.   | 2010年   | 就任     | Lawrence Lemuel Hernandez Fortun |

## 地理
ブトゥアン市は816平方kmの面積があるが、これはカラガ地方の面積の4.1%にあたる。人口密度は1平方kmあたり303人で、カラガ地方の平均の101人/平方kmよりは高い。
土地利用の内訳は次の通りである。農地が397.23平方km、森林は268平方km、牧草地・草地・潅木地などが61.14平方km、その他が90.24平方kmである。森林のうち105平方kmが木材伐採などに利用され、167.5平方kmは保護されている。
伐採などに利用されている森林では、材木に利用される樹種が主に生育している。一方で、保護林は生態系保護のために必要な維持や支援がなされている。また大雨で洪水が起こったり、少雨で旱魃が起こるのを防ぐためにも森林は保護されている。
海岸近くは沼地になっている。これらの沼地はアグサン川とつながる水路と結びついている。沼地のほとんどはマングローブ林で、海とは違う生物の住処となっている。
市街地の盛り土に必要な土砂はタギボ川（Taguibo）の河岸から掘り出されている。その他特別な用途の土は海岸の岬から掘られている。
ブトゥアンの主な漁場は、ルンボカン（Lumbocan）とマサオ（Masao）の2つの集落（バランガイ）が位置するブトゥアン湾沿岸である。海岸は2kmにわたって続き、ボホール海に通じている。

### バランガイ（小行政区）
- Agao Pob. (Bgy. 3)
- Agusan Pequeño
- Ambago
- Amparo
- Ampayon（国道分岐点、州立大）
- Anticala
- Antongalon
- Aupagan
- Baan KM 3
- Babag
- Bading Pob. (Bgy. 22)
- Bancasi(飛行場、測候所)
- Banza（古教会、ココナツ工場）
- Baobaoan
- Basag
- Bayanihan Pob. (Bgy. 27)
- Bilay(ビライ金鉱)
- Bit-os（ビトス月岩）
- Bitan-agan
- Bobon
- Bonbon
- Bugabus
- Buhangin Pob. (Bgy. 19)
- Cabcabon
- Camayahan
- Baan Riverside Pob. (Bgy. 20)
- Datu Silongan
- Dankias
- Imadejas Pob. (Bgy. 24)
- Diego Silang Pob. (Bgy. 6)

- Doongan
- Dumalagan
- Golden Ribbon Pob. (Bgy. 2)
- Dagohoy Pob. (Bgy. 7)
- Jose Rizal Pob. (Bgy. 25)
- Holy Redeemer Pob. (Bgy. 23)
- Humabon Pob. (Bgy. 11)
- Kinamlutan
- Lapu-lapu Pob. (Bgy. 8)
- Lemon
- Leon Kilat Pob. (Bgy. 13)
- Libertad（警察本部）
- Limaha Pob. (Bgy. 14)
- Los Angeles
- Lumbocan
- Maguinda
- Mahay
- Mahogany Pob. (Bgy. 21)
- Maibu
- Mandamo
- Manila de Bugabus
- Maon Pob. (Bgy. 1)
- Masao（旧アグサン川河口）
- Maug
- Port Poyohon Pob. (Bgy. 17)
- New Society Village Pob.
- Ong Yiu Pob. (Bgy. 16)
- Pianing
- Pinamanculan

- Rajah Soliman Pob. (Bgy. 4)
- San Ignacio Pob. (Bgy. 15)
- San Mateo
- San Vicente
- Sikatuna Pob. (Bgy. 10)
- Silongan Pob. (Bgy. 5)
- Sumilihon
- Tagabaca
- Taguibo（清涼飲料工場）
- Taligaman
- Tandang Sora Pob. (Bgy. 12)
- Tiniwisan
- Tungao
- Urduja Pob. (Bgy. 9)
- Villa Kananga
- Obrero Pob. (Bgy. 18)
- Bugsukan
- De Oro
- Dulag
- Florida
- Nong-nong
- Pagatpatan
- Pangabugan
- Salvacion
- Santo Niño
- Sumile
- Don Francisco
- Pigdaulan

## 見所
アグサン川
アグサン川はミンダナオ島で最も長く、幅も広くて深いため航行にも適した川である。アグサン川沿岸のバランガイを巡るクルーズはブトゥアンの歴史、文化、芸術、人々にも触れる旅である。川の守護聖人サンタ・アナを称えるため、アバヤン・フェスティバル（Abayan Festival）が行われている。これは一日続く祭りで、ボートレースや川舟の行進などが行われる。
バランガイ博物館（Balangay Shrine Museum）
市街地中心部から東へ5km行った場所に西暦320年ごろのバランガイ（Balangay、船）が眠っている。木の板で作られ角に釘を打たれたボートは平均15mの長さで3mの幅である。9隻のバランガイがアンバガンから発見され、3隻は発掘され残りはその場にまだ埋まっている。
ブトゥアン地域博物館（Butuan Regional Museum）
この博物館はブトゥアンの先史時代の豊かな文化遺産の存在を示す出土品や歴史的・文化的財産を保管している。二つのギャラリーからなり、考古学ホールでは石製品、金属細工、木製品、陶器、鍛冶、埋葬用棺、その他出土物が展示されている。人類学ホールでは現在のブトゥアン地区やフィリピン各地の特有の生活用具が展示されている。
マヤパイ山（Mount Mayapay）
アグサン川流域の南西には堂々とした山がそびえている。標高675mのマヤパイ山の名は、マジャパヒト王国に由来するという。マジャパヒト王国やシュリーヴィジャヤ王国の歴史は、ブトゥアンで発掘される出土品に大きな影響と意味とを与えている。

## 祝祭
カヒムナン・フェスティバル（Kahimunan Festival）は1月の第3日曜日に、市の守護聖人サント・ニーニョ（幼子イエス）を祝って行われる。この祭典はセブ市の「シヌログ」（Sinulog）と同様のものである。カヒムナンとは、先住民ルマドの言葉で「集い」「集会」を意味する。
文化の祭典・観光週間（Cultural festival/tourism consciousness week）は7月最後の週から8月2日まで行われる長い祭典で、ブトゥアンが市制に移行した日を記念して行われる。
文化の祭典期間に行われるアバヤン・フェスティバル（Abayan Festival）はアグサン川の聖人・聖アンナを祝って7月最終日曜日に行われる祭りであり、川で船漕ぎや船行列が行われる。
アドラウ・ホン・ブトゥアン（Adlaw Hong Butuan）はブトゥアン市制施行記念祝典で、ミサ、自動車行列、地元料理 palagsing の料理大会などが行われる。
市の守護聖人聖ヨセフを祝う5月19日の祭典もブトゥアンでは行われる。バスケット・ボール選手権大会、ミサなど多くの行事が開催される。

## 交通
- バンカシ空港
- ナシピット港

## 姉妹都市
- バギオ、フィリピン
- セブ、フィリピン
- イリガン、フィリピン
- ラプ＝ラプ市、フィリピン
- マカティ、フィリピン
- Maragusan、フィリピン
- ドゥマゲテ、フィリピン
- アデレード、オーストラリア
- 板倉町、日本
- 加西市、日本
- 北九州市、日本

## References
1. ↑   2010 Census of population: Caraga region, Philippine Government: National Statistics Office 2012年3月30日閲覧。